# Mordok
Mordok est une localité du Cameroun située dans la commune de Moutourwa, le département du Mayo-Kani et la Région de l'Extrême-Nord, au pied des monts Mandara, à proximité de la frontière avec le Tchad.

## Population
Mordok comptait 1 146 habitants, dont 559 hommes et 587 femmes, lors du dernier recensement de 2005.

## Climat
Climat : tropical. Type selon Classification de Köppen : Aw. Température annuelle moyenne : 27,6 °C. Précipitations annuelles moyennes : 859 mm.